# 매든 브라더스
매든 브라더스(The Madden Brothers)는 미국의 팝 록 듀오이다.